# Salmijak
Salmijak je redka mineralna oblika amonijevega klorida NH4Cl. Mineral je brezbarven ali bele do rumeno rjave barve. Kristalizira v kubičnem kristalnem sistemu. Ime salmijak je nastalo iz njegovega grškega imena ἅλς ἀμμωνιακός, hals ammoniakos, ki pomeni Amonova sol, ker so ga nekdaj proizvajali v Egiptu. 
V srednjeveški alkimiji se je za sal ammoniac menilo, da je ena od štirih osnovnih sestavin vseh kovin. V 20. stoletju se je izraz salmijak skoraj popolnoma opustil.

## Nahajališča
Značilna oblika salmijaka so inkrustacije, ki so nastale s sublimacijo okrog vulkanskih oddušnikov. Njegova nahajališča so v okolici vulkanskih fumarol, skladov guana in žilah gorečega premoga. Med spremljajoče minerale spadajo galun (kalijev aluminijev sulfat), samorodno žveplo in drugi fumarolni minerali. Pomembna nahajališča salmijaka so v Tadžikistanu, na Etni, Vezuvu in Stromboliju (Italija) ter v Čeljabinsku (Ural, Ruska federacija) in  Parícutinu (Mehika).

## Uporaba
Salmijak se uporablja kot talilo pri spajkanju vitraž in rafiniranju dragih kovin. V preteklosti se je uporabljal tudi v pekarstvu, ker daje drobnemu pecivu zelo hrustljavo zgradbo. Uporaba salmijaka v ta namen je hitro zamrla, ker so ga potrošniki zavračali. V nekaterih delih Evrope, predvsem v Skandinaviji, se še vedno na široko uporablja za proizvodnjo slano sladkih bonbonov z imenom salmiak ali salmiakki. Na Finskem salmiakki raztapljajo v vodki, tako da nastane pijača z enakim imenom.